# Cawang Baru
Cawang Baru is een bestuurslaag in het regentschap Rejang Lebong van de provincie Bengkulu, Indonesië. Cawang Baru telt 1239 inwoners (volkstelling 2010).